# Przewodniczący Rady Państwa NRD

Proporzec Przewodniczącego Rady Państwa NRD

Przewodniczący Rady Państwa NRD (niem. Vorsitzender des Staatsrats der DDR lub Staatsratsvorsitzender der DDR) – przewodniczący kolegialnego organu naczelnej władzy państwowej Niemieckiej Republiki Demokratycznej – Rady Państwa NRD (niem. Staatsrat der DDR), istniejącej w latach 1960–1990, która zastąpiła urząd Prezydenta NRD (pełnił go od 1949 r. Wilhelm Pieck).
Zgodnie z art. 67 Konstytucji NRD przewodniczący, zastępcy przewodniczącego, członkowie oraz sekretarz Rady Państwa NRD wybierani byli przez Izbę Ludową (niem. Volkskammer), na jej pierwszym powyborczym posiedzeniu, na czteroletnią (od 1974 r. pięcioletnią) kadencję.
Po wyborach w 1990 r. Sabine Bergmann-Pohl, jako przewodnicząca Izby Ludowej, na podstawie zmian dokonanych w Konstytucji NRD przejęła obowiązki i uprawnienia przysługujące dotychczas Przewodniczącemu Rady Państwa NRD do czasu wyboru Prezydenta NRD. Wybory jednakże nie odbyły się, ponieważ 3 października 1990 r. doszło do zjednoczenia Niemiec.

## Przewodniczący Rady Państwa NRD
| Imię i nazwisko | Data rozpoczęcie kadencji | Data zakończenia kadencji | Partia | Zdjęcie |
| --------------- | ------------------------- | ------------------------- | ------ | ------- |
| Walter Ulbricht | 12 września 1960          | 1 sierpnia 1973           | SPJN   |         |
| Willi Stoph     | 3 października 1973       | 29 października 1976      | SPJN   |         |
| Erich Honecker  | 29 października 1976      | 24 października 1989      | SPJN   |         |
| Egon Krenz      | 24 października 1989      | 6 grudnia 1989            | SPJN   |         |
| Manfred Gerlach | 6 grudnia 1989            | 5 kwietnia 1990           | LDPN   |         |